# Condado de Sullivan (Tennessee)
El condado de Sullivan (en inglés: Sullivan County, Tennessee), fundado en 1779, es uno de los 95 condados del estado estadounidense de Tennessee. En el año 2000 tenía una población de 153.048 habitantes con una densidad poblacional de 143 personas por km². La sede del condado es Shelbyville.

## Geografía
Según la Oficina del Censo, el condado tiene un área total de 1114 km² (430,1 mi²), de la cual 1070 km² (413,1 mi²) es tierra y 44 km² (17,0 mi²) es agua.

### Condados adyacentes
- Condado de Washington y Condado de Bristol noreste

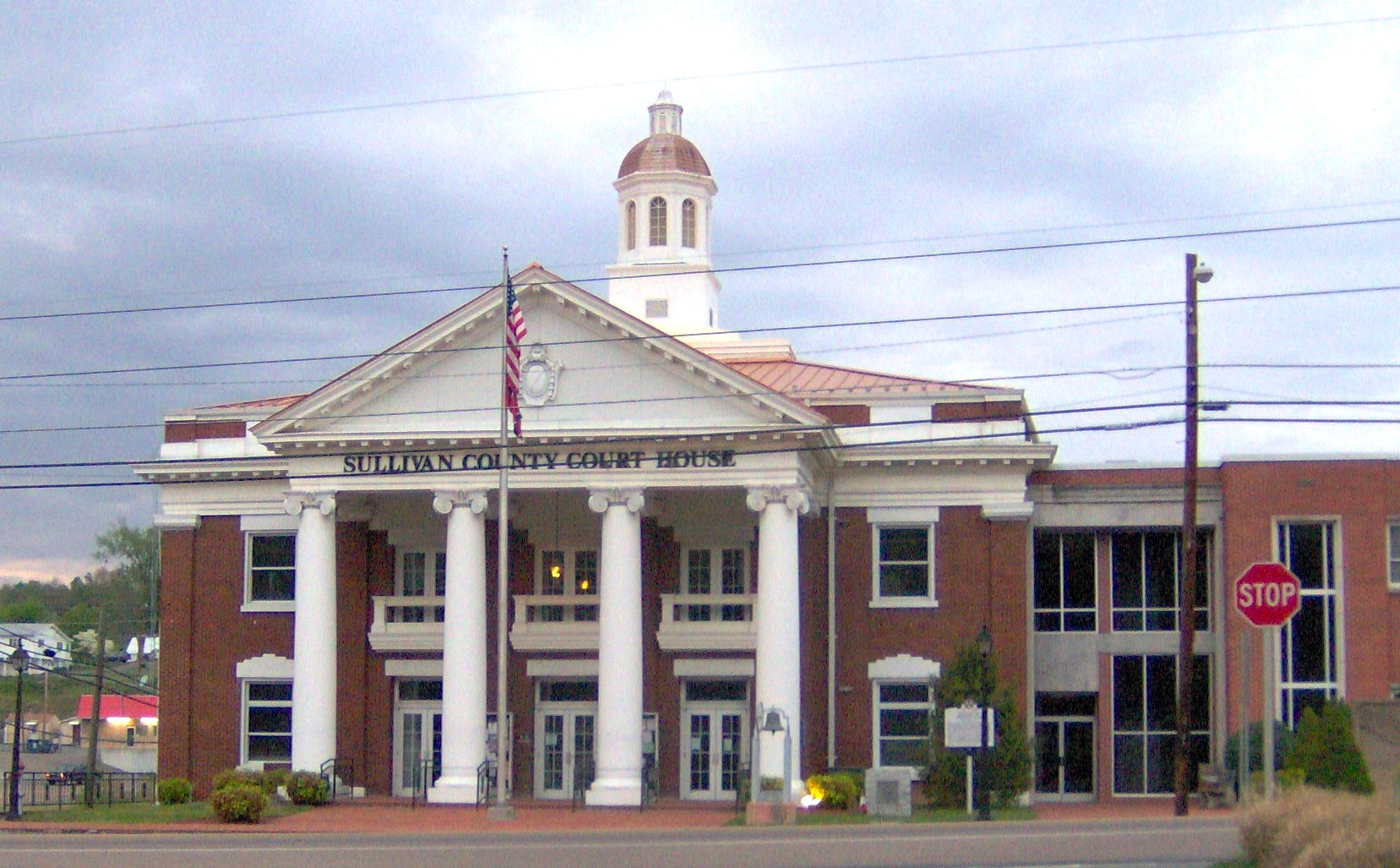
Corte del Condado de Sullivan en Blountville

- Condado de Johnson este
- Condado de Carter sureste
- Condado de Washington suroeste
- Condado de Hawkins oeste
- Condado de Scott noroeste

## Demografía
En el 2000 la renta per cápita promedia del condado era de $33,529, y el ingreso promedio para una familia era de $41,025. El ingreso per cápita para el condado era de $19,202. En 2000 los hombres tenían un ingreso per cápita de $31,204 contra $21,653 para las mujeres. Alrededor del 12.90% de la población estaba bajo el umbral de pobreza nacional.

## Gobierno
- Steve Godsey - Alcalde
- Wayne Anderson - Sheriff
- Jeanie Gammon - Secretario del Condado

### Comisionados del Condado
- Cathy Armstrong
- Garth Blackburn
- Linda Brittenham
- James "Moe" Brotherton
- Darlene R. Calton
- O.W. Ferguson
- Clyde Groseclose
- Terry Harkleroad
- Bart Long
- Joe Herron
- Dennis Houser
- Sam Jones
- Elliot Kilgore
- W.G. "Bill" Kilgore
- Dwight D. King
- James "Buddy" King
- James L. King Jr.
- Wayne McConnell
- John McKamey
- Randy Morrell
- Larry Hall
- Michael Surgenor
- Eddie Williams
- Mark Vance

## Lugares

### Ciudades y pueblos
- Bluff City
- Bristol
- Johnson City
- Kingsport

### Comunidades no incorporadas
- Bloomingdale
- Blountville
- Colonial Heights
- Piney Flats
- Spurgeon
- Sullivan Gardens
- Walnut Hill